# Jischuv

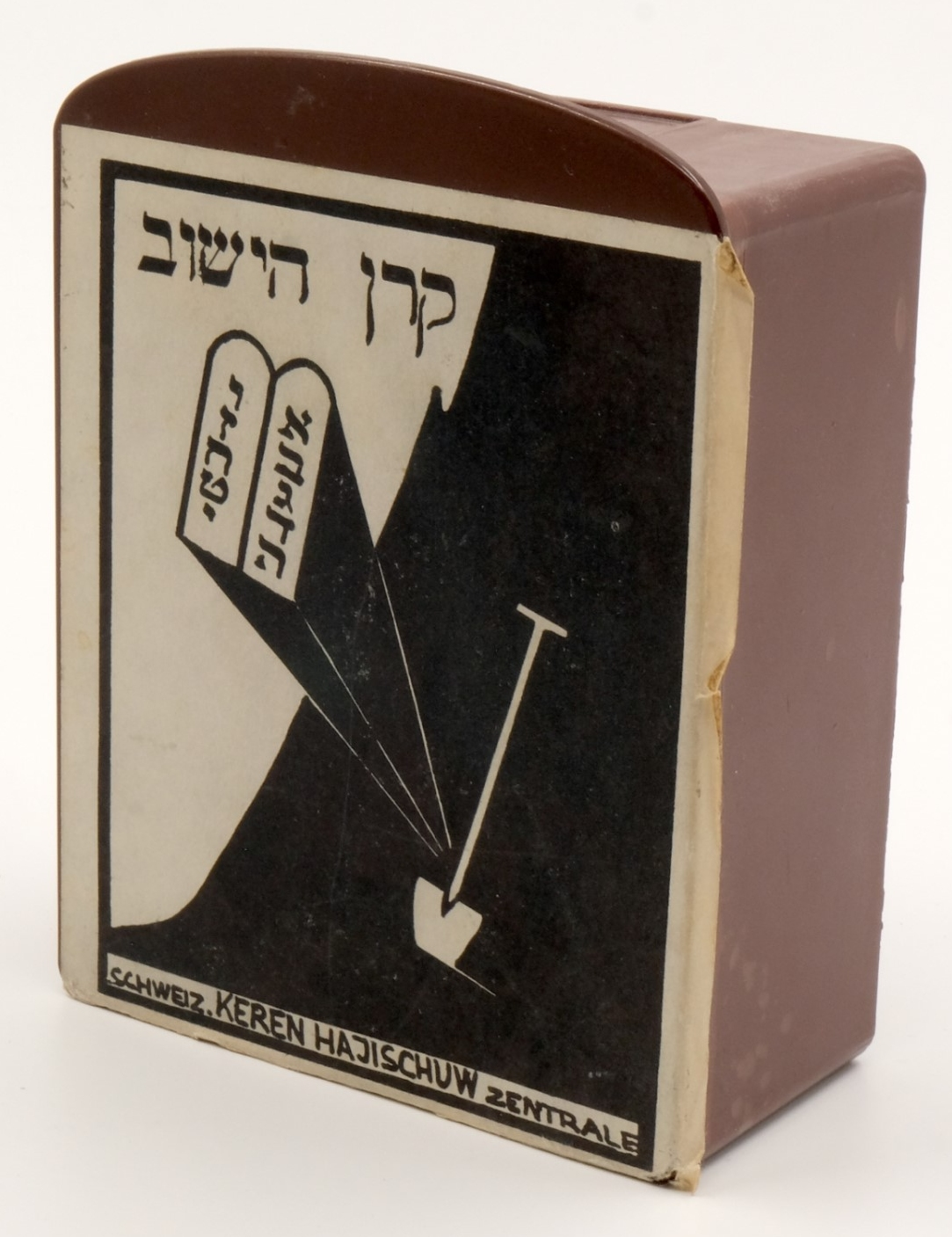
Zedaka-Büchse (Spendenbüchse) für Keren Ha Jischuw, Zürich, 20. Jahrhundert, in der Sammlung des Jüdischen Museums der Schweiz

Mit Jischuv (auch Jischuw, hebräisch יִשּׁוּב Jiššūv / Jischūv, deutsch ‚bewohntes Land, Siedlung‘) bezeichnet man die jüdische Bevölkerung und das jüdische Gemeinwesen in Eretz Israel vor der Gründung des Staates Israel (1948).

## Begriff
Der Begriff wurde seit Beginn der zionistischen Bewegung der 1880er Jahre zur Bezeichnung der jüdischen Bevölkerung Palästinas verwendet, die zwischen der ersten zionistischen Einwanderungswelle (= erste Alija im Jahr 1882) und dem ersten Palästinakrieg (1948) im Land lebten. Er findet bis heute Verwendung.
Unterteilt wird der Jischuv in den alten und den neuen Jischuv.

### Alter Jischuv
Als alter Jischuv werden die bereits vor 1882 in Palästina ansässige jüdische Bevölkerung und ihre Nachkommen bezeichnet.
Seit dem frühen Mittelalter kamen immer wieder Einwanderer aus aschkenasischen und sefardischen jüdischen Gemeinden nach Palästina, um bei dortigen Rabbinern das jüdische Gesetz zu studieren und um das Gebot, im Lande Israel zu leben, zu erfüllen, aber auch um hier ihre letzte Ruhestätte zu finden. In der Regel passten diese Einwanderer ihre Lebensweise der orientalischen Umgebung an.
Der alte Jischuv umfasste in der zweiten Hälfte des 19. Jahrhunderts hauptsächlich die vier Heiligen Städte des Judentums: Safed, Tiberias, Hebron und Jerusalem. Weitere Orte waren Jaffa, Haifa, Pek’in, Akkon, Nablus, Schefar’am und bis 1779 Gaza.
Im alten Jischuv herrschte überwiegend große Armut. Viele Menschen lebten von Spenden von jüdischen Gemeinden der Diaspora. Bereits in vorzionistischer Zeit fanden sich in vielen jüdischen Häusern der Diaspora Spendenbüchsen wohltätiger Vereine zugunsten des Jischuv. Ihrerseits fertigten Menschen aus dem Jischuv geschnitzte rituelle Gegenstände aus Olivenholz – zum Beispiel Besamimbüchsen, Mesusot und Schneidebretter, die sie zum Verkauf in der Diaspora anboten.
Das Isaac Kaplan Old Yishuv Court Museum in der Or-ha-Haim-Straße in der Jerusalemer Altstadt zeugt von der Geschichte und dem Leben im alten Jischuv.

### Neuer Jischuv
Als neuer Jischuv wird das jüdische Gemeinwesen Palästinas bezeichnet, das nach 1860 durch die überwiegend zionistisch motivierte Einwanderung insbesondere aus Mittel- und Osteuropa entstand und seine eigenen (teils proto-staatlichen) Strukturen entwickelte. Am Ende des 19. Jahrhunderts kristallisierte sich heraus, dass diese Einwanderungswelle nicht die Fortsetzung der traditionell von kleinen Gruppen oder Individuen getragenen Einwanderung war, sondern den Beginn einer neuen Form jüdischen Zuzugs bildete. Die vermehrte Einwanderung aus Europa nährte die Sorge der alteingesessenen jüdischen Einwohner Palästinas, dass sich angesichts des demografischen Wandels ihre gewohnte Lebensweise auf Dauer nicht aufrechterhalten ließe. Ein Gefühl der Entfremdung entstand, und so wurde immer öfter zwischen dem alten und dem neu entstehenden Jischuv unterschieden. Differenziert wurde aber nicht nach dem Zeitpunkt der Einwanderung, sondern nach dem Lebensstil. Der alte Jischuv war überwiegend arabisch- und ladinosprachig, die neuen Einwanderer sprachen überwiegend Jiddisch und andere europäische Sprachen (Polnisch, Russisch, Deutsch u. a.); der alte Jischuv war sephardisch, der neue hingegen aschkenasisch geprägt.
Mit jeder weiteren Alija vergrößerte sich der neue Jischuv und wuchs die Kluft zum alten Jischuv und zur arabischen Bevölkerung Palästinas.
Angehörige des neuen Jischuv gründeten die ersten Stadtviertel Jerusalems außerhalb der Stadtmauer und in Form von Moschavot die ersten landwirtschaftlichen jüdischen Siedlungen in Palästina. Damit legten sie eine wichtige Grundlage für die spätere Gründung des Staates Israel.
Da sich der neue Jischuv als politische Bewegung verstand, bildete er in Palästina Strukturen zur Organisation und Verwaltung des jüdischen Gemeinwesens auf Basis von Anerkennung oder Ablehnung aus freien Stücken der Mitglieder. Die Organisationen und Verwaltungen standen als privatrechtliche Einheiten neben den älteren öffentlich-rechtlichen Verwaltungsformen des Osmanischen Reiches und später der britischen Mandatsverwaltung.
Wichtige Organisationen waren:
Im Jahre 1903 gründete sich die erste Knesset, und ab 1920 fanden turnusmäßig Wahlen zu einer Repräsentantenversammlung des Jischuv statt. 1908 folgte das Palästinaamt und 1909 die Selbstverteidigungsorganisation HaSchomer. Weiter wurden Schulen und Hochschulen (z. B. das Technion), Arbeiterorganisationen, Gesundheits- und Kultureinrichtungen gegründet. 
Im Jahre 1928 erkannte die Government of Palestine der britischen Mandatsmacht den Jischuv als öffentlich-rechtliche Personalkörperschaft an, und zwar im Rahmen der 1926 erlassenen palästinensischen Religious Communities Organisation Ordinance (Verordnung bezüglich religiöser Gemeinschaftsorganisationen). War eine Beteiligung an Organisationen und Wahl in die Vertretungsorgane des Jischuv vorher davon abhängig, ob man deren Satzungen anerkannte und im Gegenzug von den Organisationen aufgenommen wurde, bildete nunmehr der Jischuv eine Körperschaft aller Juden des Landes, von deren Selbstorganisation man zwar Abstand nehmen konnte, aus der einen die Organe selbst aber nicht ausschließen konnten. Dadurch fanden auch nichtzionistische Juden, sowie Anhänger verschiedener, sich bekämpfender Strömungen des Zionismus, die sich zuvor kaum zu einer gemeinsamen Organisation zusammenfinden konnten, ihre Vertretung in den öffentlich-rechtlichen Organen des Jischuvs als Personalkörperschaft. Die Repräsentantenversammlung als gewählte Selbstvertretung und deren Exekutive, den ab 1920 turnusmäßig aus der Mitte der Versammlung gewählten Nationalausschuss (hebräisch הַוַּעַד הַלְּאֻמִּי HaWaʿad haLəʾummī) erkannte die Mandatsregierung entsprechend auch an.
Wie die Verordnung von 1926 christliche Kirchen und den Jischuv als Personalkörperschaften anerkannte, erkannte die Mandatsregierung auch die muslimische Gemeinschaft des Landes als Personalkörperschaft an. Die von der Mandatsregierung angeregte Organisation auch dieser Körperschaft nach demokratischen Prinzipien lehnten die vorher schon ohne breitere Legitimation gebildeten muslimischen Organe aber ab und behielten ihr bereits geübtes Honoratiorenmodell bei. Unter den Kirchen bot sich ein ähnliches Bild: Nur wenige richteten gewählte Selbstvertretungsorgane (Landessynoden) ihrer Mitglieder ein. 
Ganz anders der durch zahlreiche zivilgesellschaftliche Initiativen und Selbstverwaltungskörperschaften geprägte Jischuv. Er funktionierte „wie eine autonome soziale und politische Einheit, mit allen notwendigen Institutionen, die die Basis eines Staates bilden. Diese Ausgangslage war ein entscheidender Faktor für den Sieg Israels im Krieg 1948.“

## Demografie
1860 umfasste der Jischuv in Palästina etwa 12.000 Menschen. Zu Beginn der Einwanderung im Jahr 1880 waren es bereits etwa 25.000 Menschen.
Nach Zählungen der britischen Militärregierung im Jahre 1918 lebten neben 573.000 Arabern (davon ca. 10 % Christen) 66.000 Juden in Palästina.
Bis zur Gründung des Staates Israel (1948) wuchs der Jischuv auf rund 700.000 Menschen an.
Von 1914 an war der alte Jischuv gegenüber dem neuen Jischuv in der Minderheit.

## Geschichte
Ende des 18. Jahrhunderts begann bis ins frühe 19. Jahrhundert die Einwanderung der Chassidim. Die erste organisierte chassidische Einwanderung fand 1764 statt und wurde von Schülern des Ba’al Schem Tow, des Begründers des Chassidismus, angeführt. Sie siedelten sich in Tiberias, Safed, Hebron und Jerusalem an und begründeten die Tradition der vier Heiligen Städte des Judentums.
1808 organisierten auch die Peruschim, die Schüler des Gaon von Wilna, einem Gegner des Chassidismus, eine Alija und begründeten eine Gemeinde in Jerusalem.
1830 begann eine Einwanderungswelle aus Deutschland, den Niederlanden und Ungarn.
1834 gab es Pogrome in Hebron und Safed im Zusammenhang mit dem Ägyptisch-Osmanischen Krieg.
Während des 19. Jahrhunderts fand die Einwanderung tausender Juden aus orientalischen Ländern wie der Türkei, Nordafrika, Irak, Persien, Buchara, Kurdistan, Afghanistan, dem Kaukasus und dem Jemen statt, welche die Ankunft des Messias für das Jahr 5600 jüdischer Zeitrechnung (1840) erwarteten. 1840 waren Juden die größte Bevölkerungsgruppe in Jerusalem. Die Eroberung von Syrien durch Muhammad Ali Pascha brachte für die jüdische Bevölkerung Erleichterungen, wie z. B. die Erlaubnis, die bei einem Erdbeben 1837 zerstörten Gebäude in Safed und Tiberias wieder aufzubauen.
Der Krimkrieg (1853–1856) bot die Möglichkeit, beim Osmanischen Reich einen besseren Schutz der christlichen Stätten und der Christen in Palästina zu erreichen. Vor allem Russland und Frankreich entwickelten sich in den folgenden Jahren zu christlichen Schutzmächten. In diese Zeit fallen auch die Gründungen vieler christlicher Vereine zum Erwerb von Grundstücken im Heiligen Land.
1857: Der in London lebende italienische Jude Sir Moses Montefiore ließ eine achtzehn Meter hohe Windmühle mit einer kleinen Siedlung aus zwanzig Häusern außerhalb der Stadtmauer Jerusalems errichten und schuf damit eine wichtige Lebensgrundlage der jüdischen Bevölkerung.
1903: Gründung einer Vorläuferorganisation der Knesset.
1908: Palästinaamt zur Förderung der Einwanderung von Juden und deren Ansiedlung in Palästina.
Für die Entwicklung nach 1917 siehe: Völkerbundsmandat für Palästina.